# 16225 Georgebaldo
16225 Georgebaldo este un asteroid din centura principală de asteroizi.

## Descriere
16225 Georgebaldo este un asteroid din centura principală de asteroizi. A fost descoperit pe 29 februarie 2000 la Socorro, New Mexico, în cadrul proiectului LINEAR. Asteroidul prezintă o orbită caracterizată de o semiaxă mare de 2,58 ua, o excentricitate de 0,02 și o înclinație de 1,7° în raport cu ecliptica.